# Pseudemys nelsoni
Espèce
Statut de conservation UICN

 LC  : Préoccupation mineure
Pseudemys nelsoni est une espèce de tortue de la famille des Emydidae.

## Répartition

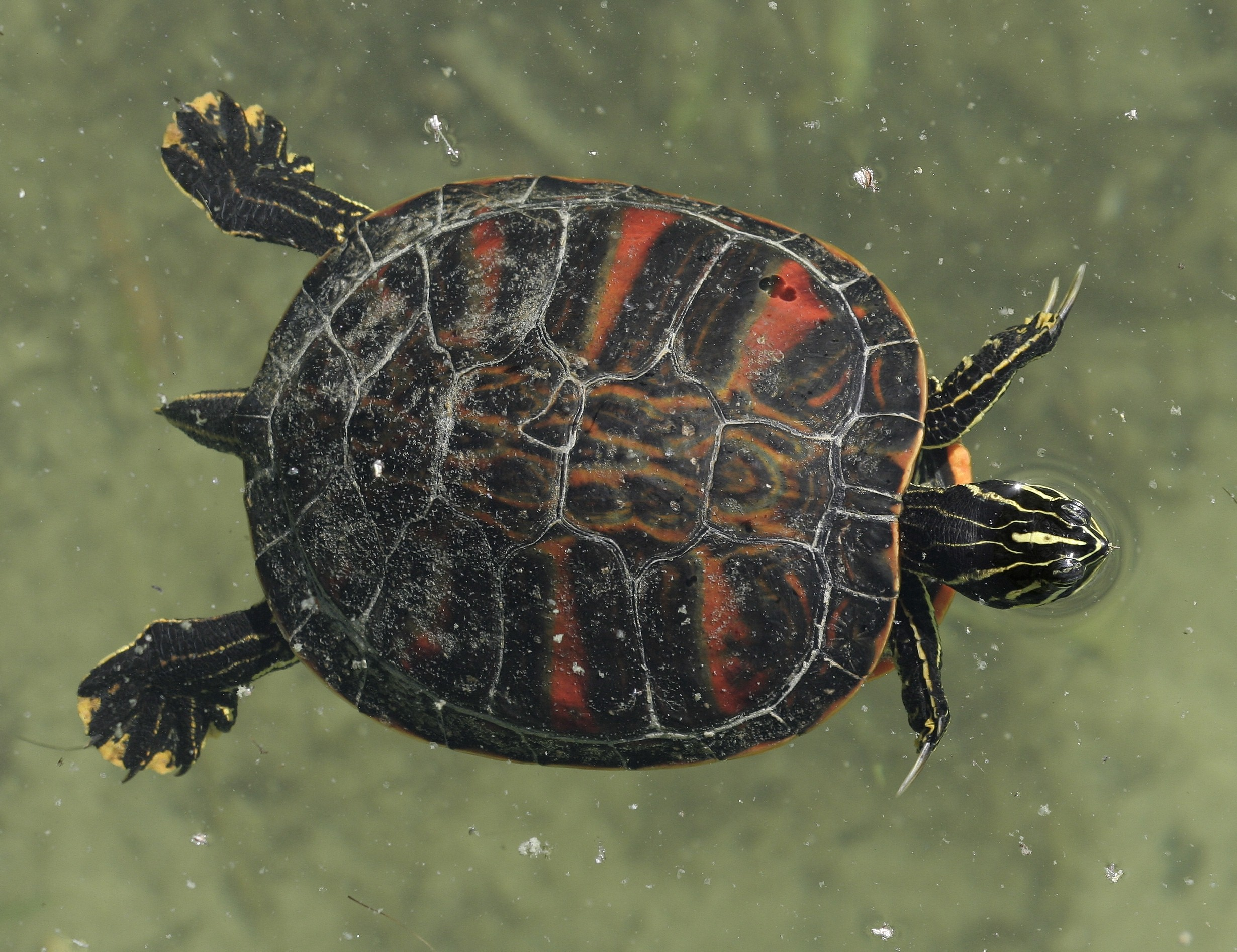
Pseudemys nelsoni en train de nager.

Cette espèce est endémique des États-Unis. Elle se rencontre en Géorgie et en Floride, et a été introduite au Texas.

## Étymologie
Cette espèce est nommée en l'honneur de George Nelson (1873-).

## Publication originale
- Carr, 1938 : Pseudemys nelsoni, a new turtle from Florida. Occasional Papers of the Boston Society of Natural History, vol. 8, p. 305-310 (texte intégral).